# 屠寬

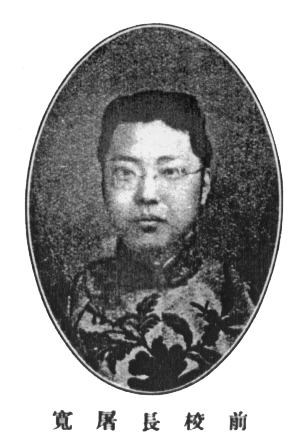
屠宽

屠寬（1879年—1918年），字元博，江苏常州人，中国民主革命家，中华民国政治人物。

## 生平
屠寬自幼承继家学。1902年，赴日本留学，入千叶专门医科学校。在日本期间，屠寬追随孙中山，参加中国同盟会。
1907年，屠寬应家乡的邀请，出任常州府中学堂（今江苏省常州高级中学）监督。1908年3月，屠寬在常州府中学堂设立游艺部，其中先后设有图画、雅歌、军乐、地理、摄影、篆刻、演说、拳术等内容，每日活动一小时。1908年9月，常州府中学堂“雇小轮一艘，拖船两艘，……至镇江，登焦山，又渡江至扬州，观小金山、平山堂诸胜。返舟至江阴，登黄山，得要塞司令许，观炮台，且演放快炮以殊礼待学生。”1909年，朱溥恩获屠寬聘为常州府中学堂庶务长，此后朱溥恩受到屠寬影响，成为屠寬推动反清革命的同仁。
1911年辛亥革命爆发后，常州府中学堂成为常州、武进地区革命的大本营，屠寬成为常州地区辛亥革命的领导人。武昌起义消息传到常州后，屠寬即召开紧急会议，准备响应。他领导常州府中学堂师生参与了光复常州的行动。1911年11月6日，屠寬出任常州军政分府参谋长。1911年12月25日，孙中山自上海乘火车赴南京，屠寬亲率全校师生前往车站迎送。
1912年4月21日，朱溥恩、屠寬在16人秘密结社的基础上，与各乡联合成立“公民同志会”（后来曾一度改组为同盟会组织），朱溥恩、屠寬担任会长。城乡入会者超过5000人。1912年8月，公民同志会改组为国民党武进分部，朱溥恩、屠寬分别担任正、副部长。国民党武进分部积极参加江苏省议会、国会选举，与共和党竞争，共和党惨败。
朱溥恩、屠寬当选为中华民国第一届国会众议院议员后，赴北京任职，参加制订宪法。1913年4月，屠寬为北上就任议员之职，主动辞去常州中学校长职务。1913年二次革命失败后，袁世凯解散国会，屠寬寓居天津，朱溥恩弃职回到常州。1916年，第一届国会恢复，屠寬、朱溥恩复任国会众议员。府院之争后，屠寬寓居天津。
1918年10月，屠寬在天津病逝，享年39岁。1919年6月，常州中学在校门南侧竖立了“屠元博先生之纪念塔”，并出版《哀悼屠元博之纪念册》。 

## 家庭
- 父：屠寄，屠寬是屠寄的长子。[4]